# Thaumasia annulipes
Thaumasia annulipes är en spindelart som beskrevs av F. O. Pickard-Cambridge 1903. Thaumasia annulipes ingår i släktet Thaumasia och familjen vårdnätsspindlar. Inga underarter finns listade i Catalogue of Life.